# Campeonato Europeo de Ciclismo en Pista de 2025
El XVI Campeonato Europeo de Ciclismo en Pista se celebró en Heusden-Zolder (Bélgica) entre el 12 y el 16 de febrero de 2025 bajo la organización de la Unión Europea de Ciclismo (UEC) y la Federación Belga de Ciclismo.
Las competiciones se realizaron en el Velódromo de Limburgo Heusden-Zolder. Fueron disputadas 22 pruebas, 11 masculinas y 11 femeninas.

## Medallistas

### Masculino
| Evento                          | Oro                                                                            | Plata                                                                                   | Bronce                                                                    |
| ------------------------------- | ------------------------------------------------------------------------------ | --------------------------------------------------------------------------------------- | ------------------------------------------------------------------------- |
| Velocidad individual (15.02)    | Harrie Lavreysen · Países Bajos                                                | Mijail Yakovlev Israel                                                                  | Rayan Helal Francia                                                       |
| Velocidad por equipos (12.02)   | Francia Timmy Gillion Rayan Helal Sébastien Vigier 42,609                      | Países Bajos · Loris Leneman · Harrie Lavreysen · Tijmen van Loon · 43,253              | Reino Unido Harry Ledingham-Horn Hayden Norris Charles Radford 43,152     |
| Persecución individual (14.02)  | Josh Charlton Reino Unido 4:02,882                                             | Ivo Oliveira Portugal 4:03,631                                                          | Michael Gill Reino Unido 4:09,859                                         |
| Persecución por equipos (13.02) | Dinamarca Tobias Hansen Niklas Larsen Lasse Norman Leth Robin Skivild 3:51,113 | Reino Unido Rhys Britton Josh Charlton Michael Gill Noah Hobbs William Tidball 3:51,832 | Suiza · Noah Bögli · Mats Poot · Pascal Tappeiner · Alex Vogel · 3:53,467 |
| 1 km contrarreloj (13.02)       | Matteo Bianchi · Italia · 59,965                                               | Maximilian Dörnbach · Alemania · 1:00,390                                               | David Peterka · República Checa · 1:01,018                                |
| Carrera por puntos (13.02)      | Iúri Leitão Portugal 157 pts.                                                  | Yanne Dorenbos · Países Bajos · 114 pts.                                                | Jasper De Buyst · Bélgica · 106 pts.                                      |
| Scratch (14.02)                 | Iúri Leitão Portugal                                                           | Vincent Hoppezak · Países Bajos                                                         | William Tidball Reino Unido                                               |
| Keirin (16.02)                  | Harrie Lavreysen · Países Bajos                                                | Maximilian Dörnbach · Alemania                                                          | Tom Derache Francia                                                       |
| Madison (16.02)                 | Yanne Dorenbos · Vincent Hoppezak · Países Bajos · 119 pts.                    | Roger Kluge · Tim Torn Teutenberg · Alemania · 105 pts.                                 | Ivo Oliveira Rui Oliveira Portugal 96 pts.                                |
| Eliminación (12.02)             | Tim Torn Teutenberg · Alemania                                                 | Rui Oliveira Portugal                                                                   | Jules Hesters · Bélgica                                                   |
| Ómnium (15.02)                  | Tim Torn Teutenberg · Alemania · 167 pts.                                      | Niklas Larsen Dinamarca 165 pts.                                                        | Philip Heijnen · Países Bajos · 147 pts.                                  |

### Femenino
| Evento                          | Oro                                                                                        | Plata                                                                                | Bronce                                                                                |
| ------------------------------- | ------------------------------------------------------------------------------------------ | ------------------------------------------------------------------------------------ | ------------------------------------------------------------------------------------- |
| Velocidad individual (14.02)    | Yana Burlakova · AIN                                                                       | Rhian Edmunds Reino Unido                                                            | Alina Lysenko · AIN                                                                   |
| Velocidad por equipos (12.02)   | Países Bajos · Kimberly Kalee · Hetty van de Wouw · Steffie van der Peet · 46,322          | Reino Unido Rhianna Parris-Smith Lauren Bell Rhian Edmunds 46,929                    | Alemania · Lea Friedrich · Pauline Grabosch · Clara Schneider · 47,333                |
| Persecución individual (15.02)  | Anna Morris Reino Unido 4:25,874                                                           | Vittoria Guazzini · Italia · 4:34,098                                                | Mieke Kröger · Alemania · 4:33,451                                                    |
| Persecución por equipos (13.02) | Italia · Martina Alzini · Chiara Consonni · Martina Fidanza · Vittoria Guazzini · 4:14,213 | Alemania · Franziska Brauße · Lisa Klein · Mieke Kröger · Laura Süßemilch · 4:14,939 | Reino Unido Madelaine Leech Sophie Lewis Grace Lister Anna Morris Neah Evans 4:18,147 |
| 1 km contrarreloj (15.02)       | Hetty van de Wouw · Países Bajos · 1:04,497 RM                                             | Martina Fidanza · Italia · 1:05,969                                                  | Clara Schneider · Alemania · 1:06,745                                                 |
| Carrera por puntos (15.02)      | Anita Stenberg · Noruega · 56 pts.                                                         | Marion Borras Francia 54 pts.                                                        | Maike van der Duin · Países Bajos · 53 pts.                                           |
| Scratch (12.02)                 | Martina Fidanza · Italia                                                                   | Lorena Wiebes · Países Bajos                                                         | Maria Martins Portugal                                                                |
| Keirin (16.02)                  | Steffie van der Peet · Países Bajos                                                        | Rhian Edmunds Reino Unido                                                            | Hetty van de Wouw · Países Bajos                                                      |
| Madison (16.02)                 | Lisa van Belle · Maike van der Duin · Países Bajos · 62 pts.                               | Chiara Consonni · Vittoria Guazzini · Italia · 53 pts.                               | Victoire Berteau Marion Borras Francia 42 pts.                                        |
| Eliminación (13.02)             | Lara Gillespie Irlanda                                                                     | Hélène Hesters · Bélgica                                                             | Lisa van Belle · Países Bajos                                                         |
| Ómnium (14.02)                  | Lorena Wiebes · Países Bajos · 114 pts.                                                    | Madelaine Leech Reino Unido 114 pts.                                                 | Amalie Dideriksen Dinamarca 103 pts.                                                  |

## Medallero
| Núm. | País            | Oro | Plata | Bronce | Total |
| ---- | --------------- | --- | ----- | ------ | ----- |
| 1    | Países Bajos    | 8   | 4     | 4      | 16    |
| 2    | Italia          | 3   | 3     | 0      | 6     |
| 3    | Reino Unido     | 2   | 5     | 4      | 11    |
| 4    | Alemania        | 2   | 4     | 3      | 9     |
| 5    | Portugal        | 2   | 2     | 2      | 6     |
| 6    | Francia         | 1   | 1     | 3      | 5     |
| 7    | Dinamarca       | 1   | 1     | 1      | 3     |
| 8    | AIN             | 1   | 0     | 1      | 2     |
| 9    | Irlanda         | 1   | 0     | 0      | 1     |
| 9    | Noruega         | 1   | 0     | 0      | 1     |
| 11   | Bélgica         | 0   | 1     | 2      | 3     |
| 12   | Israel          | 0   | 1     | 0      | 1     |
| 13   | República Checa | 0   | 0     | 1      | 1     |
| 13   | Suiza           | 0   | 0     | 1      | 1     |
|      | TOTAL           | 22  | 22    | 22     | 66    |